# Сендай (аэропорт)

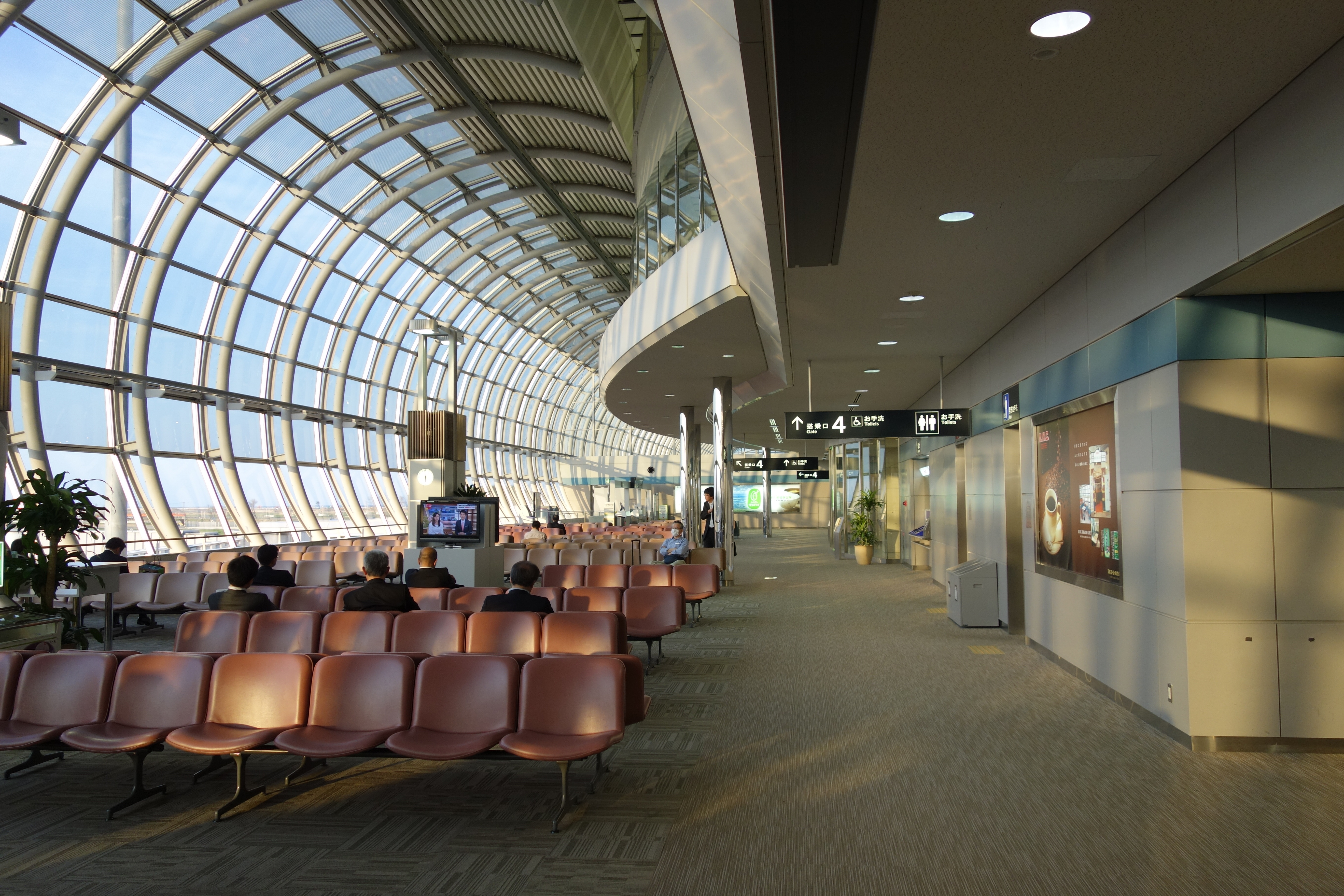
Интерьер пассажирского терминала аэропорта

Аэропорт Сендай (яп. 仙台空港 сэндай ку:ко:) — частный узловой международный аэропорт в Японии, расположенный в городе Сендай префектуры Мияги. Специализируется на внутренних и международных авиаперевозках. 

## История
Аэропорт был построен императорской армией Японии в 1940 году в качестве лётной военной школы. В 1945 году данное учреждение было захвачено американской армией в ходе Второй мировой войны и находилось под её контролем до 1956 года, когда он был передан Министерству транспорта Японии.
В 1957 году взлётно-посадочная полоса была увеличена до 1200 метров. 
В 1964 году на основании Закона о развитии аэропортов (Япония), аэропорту был присвоен второй класс и название «Аэропорт Сендай».
Железная дорога в аэропорту Сендай была завершена 18 марта 2007 года и начала работу между станцией Сендаем и станцией Аэропорта Сендай. 
11 марта 2011 года подвергся сильным разрушениям во время цунами землетрясения Санрику. Из-за того, что аэропорт находится на равнине недалеко от побережья, он один из первых инфраструктурных объектов принял на себя удар цунами (через 69 минут после землетрясения). Была затоплена взлётно-посадочная полоса, а также повреждён пассажирский терминал. Грузовой терминал был полностью уничтожен последовавшим пожаром. Позже перрон аэропорта использовался для доставки гуманитарной помощи американскими военными.
Аэропорт возобновил частичную работу 13 апреля 2011 года, открыв маршруты по некоторым внутренним направлениям. В сентябре 2011 года открыл некоторые международные направления, а в июле 2012 года полностью восстановил все направления.
1 июля 2016 года стал первым аэропортом Японии, который был приватизирован. Соглашение о приватизации было подписано между Министерством земли, инфраструктуры, транспорта и туризма Японии и консорциумом компаний во главе Tokyu Corporate, включающее реконструкцию аэропорта с концессией сроком на 30 лет.

## Маршрутная сеть
Полеты осуществляются различными японскими и другими азиатскими авиакомпаниями — в частности, Japan Airlines, All Nippon Airways, IBEX Airlines, Asiana Airlines, Air China, Thai Airways, Tigerair Taiwan и другими.
Внутренние маршруты:
- Саппоро
- Нагоя
- Осака
- Кобе
- Идзумо
- Хиросима
- Фукуока
- Окинава

Международные маршруты:
- Сеул
- Далянь
- Пекин
- Шанхай
- Тайбэй